# Henry Seely White
Pour les articles homonymes, voir Henry White (homonymie) et White.
Henry Seely White (né le 20 mai 1861 à Cazenovia (New York) ; mort le 20 mai 1943 à Poughkeepsie) est un mathématicien américain.

## Carrière
White étudie les mathématiques et l'astronomie avec John Monroe Van Vleck (le père du lauréat du prix Nobel John Hasbrouck van Vleck) à l'université Wesleyenne à Middletown (Connecticut). Il obtient son baccalauréat en 1882, puis devient l'assistant de Van Vleck à l'observatoire de l'université. Il enseigne les mathématiques et la chimie au Centenary Collegiate Institute à Hackettstown (New Jersey), et est tuteur à l'université Wesleyan. En  1887, il part pour l'université de Leipzig, où il étudie avec Sophus Lie et Eduard Study. Après un semestre, il change pour l'université de Göttingen, où il obtient son doctorat en 1891 sous la direction de Felix Klein (Abelsche Integrale auf singularitätenfreien, einfach überdeckten, vollständigen Schnittkurven eines beliebig ausgedehnten Raumes). Klein l'implique immédiatement dans la transcription de ses cours, mais White retourne aux États-Unis.  Il devint professeur à l'université Northwestern d'Evanston (Illinois), et brièvement à l'université Clark en 1890 (mais il y eut des conflits de direction peu de temps après, ce qui entraîna le renvoi de nombreux professeurs) et à partir de 1892, il est professeur associé à l'université Northwestern, puis professeur titulaire en 1894. Avec les mathématiciens de Chicago Eliakim Hastings Moore, Oskar Bolza et Heinrich Maschke, il organise un congrès des mathématiciens en 1893 à l'Exposition universelle de 1893 de Chicago, le premier grand congrès des mathématiciens aux États-Unis. À cette occasion, Felix Klein a également prononcé  des conférences à Evanston, publiées sous le nom de Evanston Colloquium lectures par Macmillan and Co. en 1894. À la suggestion de White, celles-ci sont devenues le modèle de référence pour les Colloquium lectures de l'American Mathematical Society. En 1903, il prononce lui-même la Colloquium lecture (Linear Systems of curves on algebraic surfaces). En 1905, il devient professeur au Vassar College de Poughkeepsie, qui est plus tard un célèbre collège pour femmes. En 1936, White prend sa retraite.

## Activité scientifique
White travaille sur la géométrie algébrique des courbes et des surfaces algébriques et la théorie des invariants. En 1901, il est vice-président et de 1907 à 1908 président de l'American Mathematical Society. Il a été rédacteur en chef des Annals of Mathematics de 1899 à 1905 et des Transactions of the American Mathematical Society de 1907 à 1914. En 1915, il devient membre de l'Académie nationale des sciences. En 1912, il donne une conférence plénière au congrès international des mathématiciens de Cambridge, en Angleterre (The Place of Mathematics in Engineering Practice).